# Наводнение в Великобритании (2014)

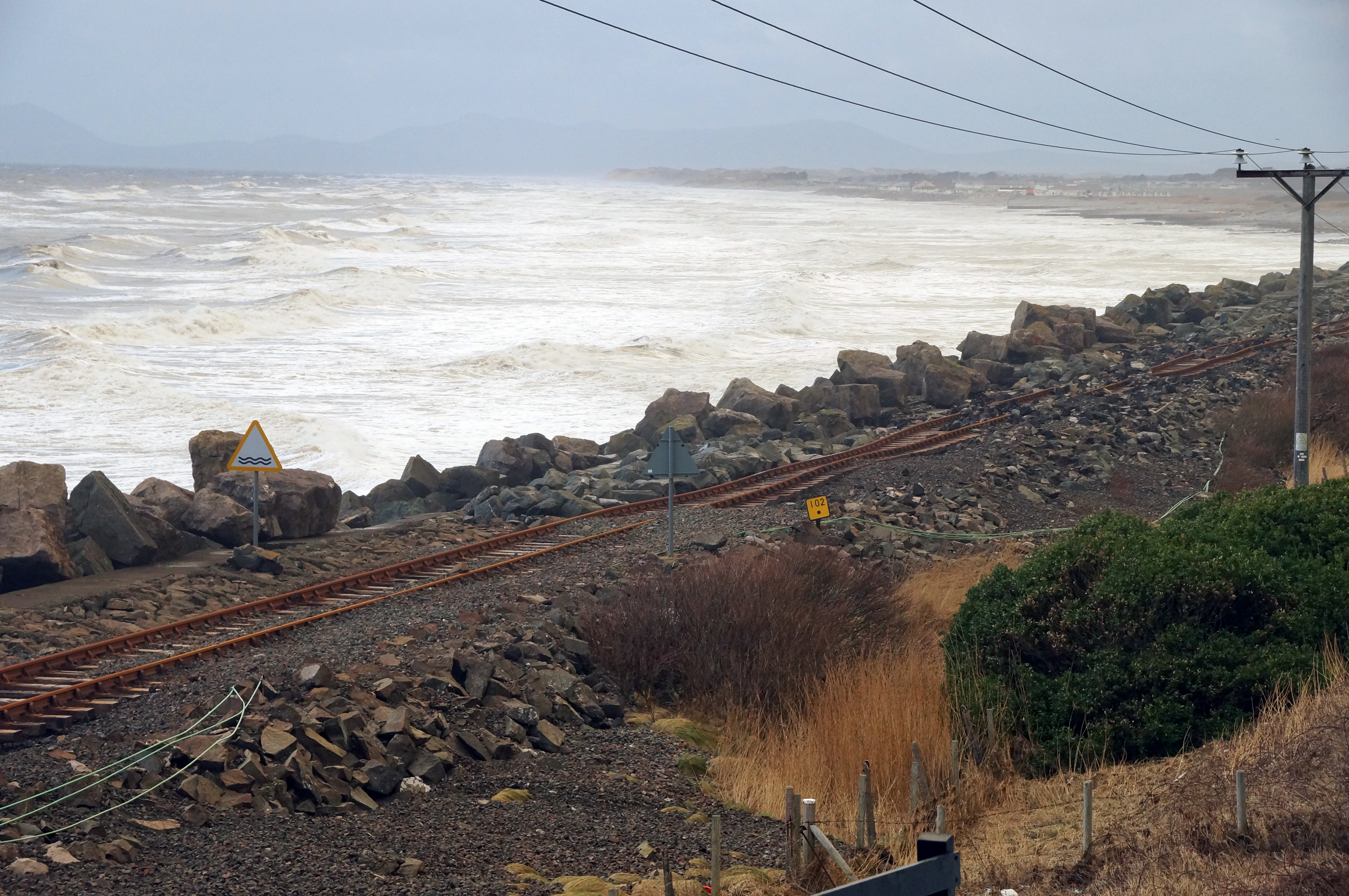
Повреждение железнодорожного полотна в Уэльсе. Январь 2014

Наводнение в Великобритании (2014) — крупное наводнение, вызванное затяжными штормами и проливными дождями, шедшими с ноября 2013 года и продолжавшимися до февраля 2014 года. С начала 2014 года в Великобритании выпало самое большое количество осадков за последние два с половиной столетия — с 1766 года. Серьёзные подтопления были отмечены в нескольких графствах на западе и юге страны, несколько человек погибли. Были затоплены свыше 8 тыс. домов, эвакуированы более тысячи человек. Одним из наиболее пострадавших оказалось графство Сомерсет. Уровень воды во многих реках, в том числе в Темзе, поднялся до рекордного уровня. Некоторые районы Лондона оказались затоплены. Паводок подошел к району, где расположен аэропорт Хитроу. Некоторые прибрежные железные дороги были разрушены.
В связи с чрезвычайной ситуацией, сложившейся на юге Англии и в Уэльсе, премьер-министр Великобритании Дэвид Кэмерон отменил ранее намеченный визит в Израиль. По оценкам экспертов, ущерб от наводнения может превысить 1 млрд фунтов.